# 뉴턴의 부등식
뉴턴의 부등식(Newton's inequalities, -不等式)은 영국의 물리학자이자 수학자인 아이작 뉴턴 경이 제시한 부등식이다. 간단히 말해서, 이 부등식은 기본대칭평균의 로그 값이 오목성을 띤다는 내용이다.

## 기본대칭평균
뉴턴의 부등식을 이해하기 위해서는 기본대칭평균의 개념을 이해할 필요가 있다. 이 개념은 다음과 같의 정의할 수 있다.
1. 어떤 n개의 임의 실수 {\displaystyle a_{1},a_{2},...,a_{n}} 가 주어졌을 때, 다항식 {\displaystyle \prod _{i=1}^{n}(x+a_{i})}에서 {\displaystyle x^{n-i}} 의 계수를 i-번째 기본대칭함수라 하고, {\displaystyle \sigma _{i}} 로 쓴다.
2. 이때, i-번째 기본대칭평균 {\displaystyle S_{i}}는 {\displaystyle S_{i}:={\frac {\sigma _{i}}{\binom {n}{i}}}} 로 정의한다.

## 공식화
위와 같은 기본대칭평균 개념을 이용하여, 임의의 실수 {\displaystyle a_{1},a_{2},...,a_{n}} 에 대하여 이 기본대칭평균을 {\displaystyle S_{0},S_{1},...,S_{n}} 이라 할 때 뉴턴의 부등식은 다음과 같이 공식화할 수 있다.
- 모든 {\displaystyle n>i,i\in N}에 대하여 {\displaystyle S_{i-1}S_{i+1}\leq S_{i}^{2}}

## 같이 보기
- 매클로린의 부등식
- 뮤어헤드의 부등식

## 참고 문헌
- 류한영 외, 《한국수학올림피아드 바이블 2》, 도서출판 세화, 2008